# Las Matancillas
Las Matancillas är en ort i Mexiko.   Den ligger i kommunen Moctezuma och delstaten San Luis Potosí, i den centrala delen av landet, 400 km nordväst om huvudstaden Mexico City. Las Matancillas ligger 1 942 meter över havet och antalet invånare är 249.
Terrängen runt Las Matancillas är lite kuperad. Runt Las Matancillas är det tätbefolkat, med 591 invånare per kvadratkilometer. Närmaste större samhälle är El Zapote, 14,6 km söder om Las Matancillas. Omgivningarna runt Las Matancillas är i huvudsak ett öppet busklandskap.